# The Dartz
The Dartz — российский музыкальный рок-коллектив, основанный в 1997 году в Санкт-Петербурге. Изначально позиционировался как фолк-рок коллектив, исполняющий песни собственного сочинения, иногда с использованием народной музыки и музыки других коллективов со своими оригинальными текстами. Позже стиль группы изменился, и на момент выхода альбома «Небывалое Путешествие» (2017) музыкальный стиль коллектива включает современное лёгкое рок-звучание, дополняющееся народными европейскими музыкальными традициями.

## История
Группа появилась в Санкт-Петербурге в 1997 году и первоначально исполняла фолк-рок. В первый состав The Dartz вошли школьные и институтские друзья руководителя коллектива Дмитрия «Ди» Курцмана, играющего на гитаре и исполняющего песни собственного сочинения: Игорь Старостин (гитара), Владимир Козачёк (флейты, мандолина) и Сергей «Слон» Чибирёв (бас-гитара). Впоследствии состав группы неоднократно менялся, однако Ди Курцман оставался по-прежнему лидером и основным вокалистом The Dartz. Постепенно звучание группы усложнялось, все дальше отходя от фолк-рока.
В 2009 году вышел концептуальный альбом «Proxima Parada», считающийся самой главной работой группы и объявленный «лучшим русским альбомом 2009 года» по версии NEWSMusic.
В 2012 году The Dartz объявили о распаде, но в 2015 году снова вышли на сцену уже как квартет. 1 февраля 2016 года на planeta.ru был открыт краудфайндинговый проект для сбора средств на новый альбом «Небывалое Путешествие», который благополучно вышел 3 апреля 2017 года.
10 августа 2020 года выходит сингл и одноименная песня из нового альбома «Элвис летит домой». 1 ноября 2020 года выходит еще один сингл «Раскаленная вольфрамовая нить». 25 декабря 2020 года выходит концертный альбом «25 12 20», который был записан онлайн. На этом альбоме вышла ещё одна новая песня "Когда садится солнце я скучаю по тебе".
1 октября 2021 года выходит третий сингл с песней «Морской самолет». 11 ноября 2021 года выходит 13 альбом под названием «Trevlig resa».

## Состав

### Текущий состав
- Дмитрий «Dee» Курцман — соло-гитара, акустическая гитара, банджо, клавишные, автор, основной вокал
- Александр Попов — барабаны
- Дмитрий «Митя» Игнатов — лидер бас-гитара, басовые соло
- Игорь «Гарегин» Бурмистров (Mervent) — скрипка, клавишные, аккордеон, мелодика

Сессионные участники:
- Даниил Ливенцов-Модель — тромбон, перкуссия
- Максим Карпычев — саксофон, перкуссия

### Бывшие участники
- Артём Шалыт — боуран
- Анна «Анфиса» Хотина — скрипка, аккордеон, чаранго, вокал
- Владимир «Эрмано» Козачек — вистл, волынка, флейты, вокал
- Роман «Пуннен» Сливинский — баян
- Наташа Котлова — виолончель
- Игорь «Пан» Старостин — соло-гитара, вокал
- Андрей «Бехолдер» Хохлов — звук
- Сергей «Слон» Чибирёв — бас-гитара, вокал
- Антон «Деодан» Гореликов — перкуссия
- Кирилл «Kee» Паньшин — флейты, вокал, соло-гитара
- Николай «Эльф» Емельянов — звук
- Денис Розов — гитара, мандолина, флейта, вокал

## Дискография

### Номерные альбомы
- 1997 — Ирландские поминки // Caravan Records
- 1999 — Пиво и пельмени (Фирма грамзаписи «Никитин»)
- 2000 — Ярмарка // Dobrye Volshebniki — 2000 (MC), Caravan Records — 2004 (CD\MC)
- 2001 — The Dartz (White Album) // Dobrye Volshebniki
- 2003 — Франсуазиг // Boglach Records
- 2005 — Переверни страницу // Boglach Records
- 2007 — Бывает иногда // Navigator Records
- 2009 — Proxima Parada // Перекресток Рекордс
- 2011 — Старьё и медляки // Navigator Records
- 2013 — 15 лет в Зале Ожидания (live) // Boglach Records
- 2017 — Небывалое путешествие // Navigator Records
- 2020 — 25 12 20 (Концертный альбом) // Boglach Records
- 2021 —  Trevlig Resa // Boglach Records // Boglach Records
- 2024 — Концерт в Секретной Студии (Live) // Boglach Records
- 2024 —  Тупые твёрдые предметы (EP) // Фрагмент большого концерта, сыгранного в феврале 2024 в московском ДК "Кристалл" // Boglach Records

### Синглы
- 2006 — Когда позовёт тебя море
- 2008 — Катти Сарк
- 2011 — Ночь повернула на день
- 2012 — Гитара, Голос, Барабаны!
- 2020 — Элвис летит домой
- 2020 — Раскалённая вольфрамовая нить
- 2021  — Морской Самолёт
- 2025 — День тотальной заботы о себе

### Сборники и концертное видео
- 2003 — Боглах (Мультимедийный сборник)
- 2007 — Собрание Диковин (DVD)
- 2009 — Электроакустика (DVD)